# آلز كازنف
آلز كازنف هي بلدية في إقليم لو و غارون والتي تقع في الجنوب الغربي لفرنسا.